# 今井久美子
今井 久美子（いまい くみこ、1972年1月19日 - ）は、日本の女優。東京都出身。身長162cm。浅井企画所属。

## 来歴
劇団シェイクスピア・シアターを経て、関根勤が座長を勤めるカンコンキンシアターに参加。長年出演を続けている同劇団の看板女優である。現代制作舎に所属していたが、浅井企画に移籍。

## 出演

### 映画
- 三文役者（2000年12月2日公開、新藤兼人監督）
- THE DAY I WAS BORN（2002年公開、万田邦敏監督）
- 着信アリ2（2005年2月5日公開）- 中村幸子 役
- この世の外へ クラブ進駐軍（2004年2月7日公開、阪本順治監督）
- 妖怪大戦争（2005年8月16日公開、三池崇史監督）- 姑獲鳥 役
- 46億年の恋（2006年8月26日公開、三池崇史監督）
- インプリント〜ぼっけえ、きょうてえ〜（2006年5月27日公開、三池崇史監督）
- 神様のパズル（2008年6月7日公開、三池崇史監督）
- 騒音（2015年5月23日公開、関根勤監督）- S区長・山咲トヨ子 役
- 猫は抱くもの（2018年6月23日公開、犬童一心監督） - 茶ブチ・スーパー店員・スナックのママ 役
- 99.9-刑事専門弁護士-THE MOVIE（2021年12月30日、松竹）

### テレビ
- スカイライダー 第33話「ハロー! ライダーマン ネズラ毒に気をつけろ!!」（1980年5月16日、TBS / MBS / 東映）- 少女 役
- 火曜サスペンス劇場 道連れ
- 大好き!五つ子
- 独身生活
- 百獣戦隊ガオレンジャー Quest1「獅子、吼える!!」・Quest5「山が動く!!」（2001年、テレビ朝日 / 東映）- アナウンサー 役
- 明石家マンション物語 （1999年-2001年）- レギュラー
- 関根勤5ミニッツ・パフォーマンス （2008年） - レギュラー
- 連続テレビドラマ 犬飼さんちの犬（2011年1月 - 、東名阪ネット6）

### ラジオ
- 志の輔ラジオ 落語DEデート

### CM
- ニッカウヰスキー
- アサヒビール
- 高須クリニック「YES!丸坊主篇」- キャスター 役

### 舞台
- 冬物語（シェイクスピアシアター）- 主演
- カンコンキンシアター7〜27「クドい!」
- アンダーシャングリラ
- マリアの首
- 銀河英雄伝説 外伝 オーベルシュタイン篇（2011年11月、演出：大岩美智子、さくらホール）- メルセデス 役
- 裁判長!ここは懲役4年でどうすか☆The stage（2012年1月、演出：舘川範雄、全労済ホール スペース・ゼロ）
- ゴーストライターズ!!（企画演劇集団ボクラ団義 - Play Again - vol.4）
- 天誅（2014年5月、脚本・演出：久保田唱） - 松 役
- 紅蓮、ふたたび（2014年10月8日 - 19日、作：梶研吾、演出：久保田唱、笹塚ファクトリー）- 華道家 役